# Liste der Lieder von Ayliva
Die nachfolgende Liste beinhaltet alle von der deutschen Sängerin Ayliva aufgenommenen und veröffentlichten Lieder mit deren Autoren, Alben und Erscheinungsjahren.

## #
| Titel                     | Autoren                                    |  | Album         | Jahr |
| ------------------------- | ------------------------------------------ |  | ------------- | ---- |
| 1000 Sterne (mit 1986zig) | Ayliva, Alex Isaak, Fayan, 1986zig,larissa |  | Zweite Chance | 2022 |

## A
| Titel    | Autoren       | Album          | Jahr |
| -------- | ------------- | -------------- | ---- |
| Aber sie | Ayliva, Masri | Schwarzes Herz | 2023 |

## B
| Titel                      | Autoren                                                | Album          | Jahr |
| -------------------------- | ------------------------------------------------------ | -------------- | ---- |
| Beifahrer                  | Ayliva, Frio, Kyree, Masri, Oliver Melchers            | In Liebe       | 2024 |
| Bei Mir                    | Ayliva, Frio, Kyree                                    | Schwarzes Herz | 2023 |
| Bei Nacht                  | Ayliva, Masri                                          | Weißes Herz    | 2022 |
| Ben & Jerry's              | Ayliva, Frio, Kyree                                    | In Liebe       | 2024 |
| Bleib                      | Ayliva, Florian Michels, Michael Sonnek, Milano, Tizzy | Weißes Herz    | 2022 |
| Bullet (Mero feat. Ayliva) | Ayliva, Mero, Eddy, Frio, Kyree, Berky, Juh-Dee        | –              | 2024 |
| Burlesque                  | Ayliva, Frio, Kyree, Juh-Dee, Young Mesh               | Schwarzes Herz | 2023 |
| Butterflies                | Ayliva, Masri                                          | Weißes Herz    | 2022 |

## D
| Titel        | Autoren                              | Album       | Jahr |
| ------------ | ------------------------------------ | ----------- | ---- |
| Deine Schuld | Ayliva, Lars Wiedemann, Murad Weshah | Weißes Herz | 2021 |

## E
| Titel              | Autoren                        | Album          | Jahr |
| ------------------ | ------------------------------ | -------------- | ---- |
| Ella               | Ayliva, Masri, Oliver Melchers | Schwarzes Herz | 2023 |
| Ersticken          | Ayliva, Masri, Oliver Melchers | In Liebe       | 2024 |
| Erzähl ihnen alles | Ayliva, Masri                  | Weißes Herz    | 2022 |

## G
| Titel         | Autoren                           | Album       | Jahr |
| ------------- | --------------------------------- | ----------- | ---- |
| Gott sei Dank | Ayliva, Masri, Juri Gold, Falconi | Weißes Herz | 2022 |

## H
| Titel          | Autoren                      | Album          | Jahr |
| -------------- | ---------------------------- | -------------- | ---- |
| Hältst du mit? | Ayliva, Frio, Kyree          | In Liebe       | 2024 |
| Hässlich       | Ayliva, Juh-Dee, Frio, Kyree | Schwarzes Herz | 2023 |
| Heim           | Ayliva, Masri                | Weißes Herz    | 2022 |
| Hold Up        | Ayliva, Alexis Troy          | Schwarzes Herz | 2023 |

## I
| Titel               | Autoren                                    | Album          | Jahr |
| ------------------- | ------------------------------------------ | -------------- | ---- |
| Ich will nicht heim | Ayliva, Masri                              | Weißes Herz    | 2022 |
| Immer fehlst du     | Ayliva, Masri                              | In Liebe       | 2024 |
| Immer kalt          | Ayliva, Alex Isaak                         | –              | 2021 |
| In deinen Armen     | Ayliva, Masri, Michael Sonnek, Tizzy, Tyme | Schwarzes Herz | 2023 |

## K
| Titel       | Autoren                        | Album          | Jahr |
| ----------- | ------------------------------ | -------------- | ---- |
| Kal Yanimda | Ayliva, Masri, Oliver Melchers | Schwarzes Herz | 2023 |

## L
| Titel           | Autoren                                                   | Album          | Jahr |
| --------------- | --------------------------------------------------------- | -------------- | ---- |
| Lass mich gehen | Ayliva, Masri                                             | Schwarzes Herz | 2023 |
| Lieb mich       | Ayliva, Djorkaeff, Vincent Stein, Beatzarre, Thilo Brandt | In Liebe       | 2024 |
| Lilien          | Ayliva, Masri, Berky, Rhani Krija                         | In Liebe       | 2024 |

## M
| Titel              | Autoren                           | Album          | Jahr |
| ------------------ | --------------------------------- | -------------- | ---- |
| Marie              | Ayliva, Masri, Lukas Piano, Kordi | Weißes Herz    | 2022 |
| Mein Freak         | Ayliva, Berky                     | In Liebe       | 2024 |
| Mein Kopf ist leer | Ayliva, Masri, Oliver Melchers    | Schwarzes Herz | 2023 |
| Mir geht's gut :): | Ayliva, Barsky, Sizzy             | Schwarzes Herz | 2023 |
| Mörder             | Ayliva, Masri, Oliver Melchers    | In Liebe       | 2024 |

## N
| Titel     | Autoren                             | Album    | Jahr |
| --------- | ----------------------------------- | -------- | ---- |
| Nein!     | Ayliva, Masri, Berky                | In Liebe | 2024 |
| Nie deins | Ayliva, Masri, Berky, Leon Rothkopf | In Liebe | 2024 |

## P
| Titel             | Autoren                      | Album          | Jahr |
| ----------------- | ---------------------------- | -------------- | ---- |
| Pills Pills Pills | Ayliva, Barsky, Deats, Sizzy | Schwarzes Herz | 2023 |

## S
| Titel                 | Autoren                                                | Album          | Jahr |
| --------------------- | ------------------------------------------------------ | -------------- | ---- |
| Scheine zählen        | Ayliva, Masri, Oliver Melchers                         | Schwarzes Herz | 2023 |
| Schmetterlinge        | Ayliva, Masri, Lee                                     | Weißes Herz    | 2022 |
| Schwarzes Herz        | Ayliva, Michael Sonnek, Stefan Sarkocevic, Tizzy, Tyme | Schwarzes Herz | 2023 |
| Schwer zu lieben      | Ayliva, Frio, Kyree                                    | Schwarzes Herz | 2023 |
| Sie weiß (feat. Mero) | Ayliva, Masri, Mero, Eddy, Frio, Kyree                 | Schwarzes Herz | 2023 |
| Sterben               | Ayliva, Masri                                          | Weißes Herz    | 2022 |

## T
| Titel | Autoren              | Album    | Jahr |
| ----- | -------------------- | -------- | ---- |
| Traum | Ayliva, Masri, Berky | In Liebe | 2024 |

## W
| Titel                        | Autoren                                             | Album          | Jahr |
| ---------------------------- | --------------------------------------------------- | -------------- | ---- |
| Während du                   | Ayliva, Masri, Oliver Melchers                      | –              | 2021 |
| Was Besseres (mit Mudi)      | Ayliva, Masri, Jumpa, Mudi, Nina Chuba              | Weißes Herz    | 2022 |
| Was du nicht weißt           | Ayliva, Masri, Oliver Melchers                      | Weißes Herz    | 2022 |
| Was mir gefällt              | Ayliva, Frio, Kyree, Juh-Dee                        | Schwarzes Herz | 2023 |
| Weißes Haus                  | Ayliva, Juh-Dee, Eddy, Frio, Kyree                  | Schwarzes Herz | 2023 |
| Wenn ich wein                | Ayliva, Masri, Oliver Melchers                      | Weißes Herz    | 2021 |
| When I Cry (feat. Ali Gatie) | Ayliva, Masri, Oliver Melchers, Ali Gatie           | –              | 2021 |
| Wie?                         | Ayliva, Masri, Berken Dogan                         | –              | 2025 |
| Wind                         | Ayliva, Berky                                       | In Liebe       | 2024 |
| Wunder (mit Apache 207)      | Ayliva, Volkan Yaman, Masri, Berky, Oliver Melchers | In Liebe       | 2024 |

| Titel       | Autoren                                        | Album    | Jahr |
| ----------- | ---------------------------------------------- | -------- | ---- |
| Zwei Wochen | Ayliva, Masri, Oliver Melchers, Patrick Riedle | In Liebe | 2024 |

## Ü
| Titel           | Autoren       | Album          | Jahr |
| --------------- | ------------- | -------------- | ---- |
| Überlebt (Skit) | Ayliva, Masri | Schwarzes Herz | 2023 |